# Eishockey-Bundesliga 1986/87
Die Saison 1986/87 der Eishockey-Bundesliga war die 29. Spielzeit der höchsten deutschen Eishockeyliga. Deutscher Meister wurde der Kölner EC, der damit als erste Mannschaft nach 17 Jahren seinen Titel verteidigen konnte. Es war zugleich bereits die fünfte Deutsche Meisterschaft der Domstädter.
Der zehnfache Deutsche Meister SC Riessersee scheiterte hingegen in der Relegation, den Platz der Garmischer nahm die Mannschaft des BSC Preussen aus Berlin ein.

## Voraussetzungen

### Teilnehmer
Folgende zehn Vereine nehmen an der Eishockey-Bundesliga 1986/87 teil (alphabetische Sortierung mit Vorjahresplatzierung):
| Klub                | Standort               | Vorjahr    | Play-offs           |
| ------------------- | ---------------------- | ---------- | ------------------- |
| Düsseldorfer EG     | Düsseldorf             | 2.         | Finale              |
| Eintracht Frankfurt | Frankfurt am Main      | Aufsteiger | –                   |
| ECD Iserlohn        | Iserlohn               | 4.         | Halbfinale 4. Platz |
| ESV Kaufbeuren      | Kaufbeuren             | 6.         | Viertelfinale       |
| Kölner EC           | Köln                   | 1.         | Deutscher Meister   |
| EV Landshut         | Landshut               | 5.         | Viertelfinale       |
| Mannheimer ERC      | Mannheim               | 7.         | Viertelfinale       |
| SC Riessersee       | Garmisch-Partenkirchen | 9.         | Relegation 2. Platz |
| SB Rosenheim        | Rosenheim              | 3.         | Halbfinale 3. Platz |
| Schwenninger ERC    | Schwenningen           | 8.         | Viertelfinale       |

### Modus
Wie in den Vorjahren wurde am Modus mit einer Doppelrunde und anschließenden Meisterschafts-Play-offs der besten acht Mannschaften, während die beiden Letztplatzierten in einer Relegationsrunde gegen die besten Teams der 2. Bundesliga antreten mussten, festgehalten.

## Vorrunde

### Abschlusstabelle
|     | Klub                    | Sp | S  | U | N  | Tore    | Punkte |
| --- | ----------------------- | -- | -- | - | -- | ------- | ------ |
| 1.  | SB Rosenheim            | 36 | 23 | 3 | 10 | 158:118 | 49:23  |
| 2.  | Kölner EC (M)           | 36 | 23 | 2 | 11 | 164:101 | 48:24  |
| 3.  | Düsseldorfer EG         | 36 | 23 | 2 | 11 | 192:123 | 48:24  |
| 4.  | Mannheimer ERC          | 36 | 21 | 1 | 14 | 158: 97 | 43:29  |
| 5.  | ESV Kaufbeuren          | 36 | 19 | 3 | 14 | 128:143 | 41:31  |
| 6.  | ECD Iserlohn            | 36 | 17 | 3 | 16 | 158:156 | 37:35  |
| 7.  | Schwenninger ERC        | 36 | 16 | 3 | 17 | 122:152 | 35:37  |
| 8.  | EV Landshut             | 36 | 13 | 2 | 21 | 144:177 | 28:44  |
| 9.  | Eintracht Frankfurt (N) | 36 | 9  | 2 | 25 | 107:169 | 20:52  |
| 10. | SC Riessersee           | 36 | 5  | 1 | 30 | 100:195 | 11:61  |

Abkürzungen: Sp = Spiele, S = Siege, U = Unentschieden, N = Niederlagen, (N) = Neuling, (M) = Titelverteidiger

Erläuterungen:       = Play-offs,       = Relegationsrunde.

### Beste Scorer
| Spieler         | Mannschaft       | Spiele | Tore | Assists | Punkte |
| --------------- | ---------------- | ------ | ---- | ------- | ------ |
| Pavel Richter   | ESV Kaufbeuren   | 35     | 28   | 38      | 66     |
| Chris Valentine | Düsseldorfer EG  | 34     | 24   | 39      | 63     |
| Jaroslav Pouzar | ECD Iserlohn     | 35     | 29   | 32      | 61     |
| Peter John Lee  | Düsseldorfer EG  | 35     | 33   | 26      | 59     |
| Paul Messier    | Mannheimer ERC   | 36     | 32   | 26      | 58     |
| Tony Currie     | Schwenninger ERC | 34     | 28   | 30      | 58     |
| Ernst Höfner    | SB Rosenheim     | 36     | 23   | 35      | 58     |
| Manfred Wolf    | Düsseldorfer EG  | 36     | 23   | 31      | 54     |
| Daniel Held     | ECD Iserlohn     | 36     | 31   | 19      | 50     |
| Helmut Steiger  | Kölner EC        | 35     | 22   | 28      | 50     |

### Beste Verteidiger
| Spieler      | Mannschaft       | Spiele | Tore | Assists | Punkte |
| ------------ | ---------------- | ------ | ---- | ------- | ------ |
| Don Dietrich | Schwenninger ERC | 35     | 14   | 28      | 42     |
| Mike Schmidt | Düsseldorfer EG  | 36     | 5    | 37      | 42     |
| Ron Fischer  | SB Rosenheim     | 35     | 4    | 38      | 42     |

## Relegationsrunde
Die Relegationsrunde wurde in einer Einfachrunde ausgespielt, sodass jede Mannschaft jeweils ein Heim- und ein Auswärtsspiel gegen die übrigen Vereine bestritt.

### Abschlusstabelle
|     | Klub                | Sp | S  | U | N  | Tore    | Punkte |
| --- | ------------------- | -- | -- | - | -- | ------- | ------ |
| 1.  | BSC Preussen        | 18 | 13 | 3 | 2  | 87:53   | 29:7   |
| 2.  | Eintracht Frankfurt | 18 | 13 | 2 | 3  | 99:55   | 28:8   |
| 3.  | EHC Freiburg        | 18 | 12 | 3 | 3  | 119:56  | 27:9   |
| 4.  | SV Bayreuth         | 18 | 9  | 2 | 7  | 76:89   | 20:16  |
| 5.  | Krefelder EV        | 18 | 9  | 1 | 8  | 107:98  | 19:17  |
| 6.  | SC Riessersee       | 18 | 8  | 1 | 9  | 85:75   | 17:19  |
| 7.  | ESG Kassel          | 18 | 8  | 1 | 9  | 87:108  | 17:19  |
| 8.  | EC Bad Nauheim      | 18 | 5  | 1 | 12 | 103:118 | 11:25  |
| 9.  | Augsburger EV       | 18 | 3  | 2 | 13 | 92:139  | 8:28   |
| 10. | EV Füssen           | 18 | 2  | 0 | 16 | 69:133  | 4:32   |

Abkürzungen: Sp = Spiele, S = Siege, U = Unentschieden, N = Niederlagen

Erläuterungen:       = im nächsten Jahr Bundesliga,       = im nächsten Jahr 2. Bundesliga.

### Beste Scorer
| Spieler       | Mannschaft     | Tore | Assists | Punkte |
| ------------- | -------------- | ---- | ------- | ------ |
| John Markell  | EC Bad Nauheim | 24   | 33      | 57     |
| Pierre Rioux  | Krefelder EV   | 23   | 31      | 54     |
| Scott MacLeod | Augsburger EV  | 23   | 24      | 47     |
| Jim Hoffmann  | Krefelder EV   | 20   | 24      | 44     |
| Dave Hatheway | Krefelder EV   | 13   | 31      | 44     |

## Play-offs
Alle Play-off-Runden, mit Ausnahme des Spiels um Platz 3, wurden im Modus „Best-of-Five“ ausgespielt.

### Viertelfinale
|                 |   |                  | Serie | 1   | 2         | 3         | 4   | 5 |
| --------------- | - | ---------------- | ----- | --- | --------- | --------- | --- | - |
| SB Rosenheim    | – | EV Landshut      | 3:1   | 3:1 | 2:4       | 8:2       | 8:2 | – |
| Kölner EC       | – | Schwenninger ERC | 3:0   | 8:3 | 4:3 n. V. | 9:0       | –   | – |
| Düsseldorfer EG | – | ECD Iserlohn     | 3:0   | 4:3 | 8:7 n. V. | 7:4       | –   | – |
| Mannheimer ERC  | – | ESV Kaufbeuren   | 3:1   | 4:0 | 5:4       | 4:5 n. V. | 5:1 | – |

### Halbfinale
|              |   |                 | Serie | 1         | 2   | 3   | 4 | 5 |
| ------------ | - | --------------- | ----- | --------- | --- | --- | - | - |
| Kölner EC    | – | Düsseldorfer EG | 3:0   | 8:1       | 9:1 | 7:3 | – | – |
| SB Rosenheim | – | Mannheimer ERC  | 0:3   | 2:3 n. V. | 1:3 | 3:4 | – | – |

### Spiele um Platz 3
|                 |   |              | Serie | 1   | 2   |
| --------------- | - | ------------ | ----- | --- | --- |
| Düsseldorfer EG | – | SB Rosenheim | 12:10 | 5:5 | 7:5 |

### Finale
|           |   |                | Serie | 1   | 2   | 3   | 4 | 5 |
| --------- | - | -------------- | ----- | --- | --- | --- | - | - |
| Kölner EC | – | Mannheimer ERC | 3:0   | 5:0 | 6:2 | 9:2 | – | – |

## Kader des Deutschen Meisters
| Deutscher Meister Kölner EC | Torhüter: Helmut de Raaf, Thomas Bornträger, Alexander Lange Verteidiger: Udo Kießling, Andreas Pokorny, Werner Kühn, René Ledock, Brian Young, Justyn Denisiuk, Tom Thornbury Angreifer: Doug Berry, Marc Otten, Miroslav Sikora, Christoph Augsten, Bogusław Maj, Helmut Steiger, Holger Meitinger, Gerd Truntschka, Thomas Gröger, Dieter Hegen, Udo Schmid Cheftrainer: Hardy Nilsson |